# سبدنشین زلینگ‌زلینگی
سبدنشین زلینگ‌زلینگی (نام علمی: Cisticola rufilatus) نام یک گونه از سرده سبدنشین است.